# پیروز نهاوندی
فیروز (پیروز) نهاوندی (د ۲۳ ه‍.ق - ۶۴۴ م) که بیشتر با کنیه ابولؤلؤ و همین‌طور به لقب باباشجاع‌الدین شناخته می‌شود، یکی از شخصیت‌های تاریخی در صدر اسلام است که به سبب قتل عمر بن خطاب به شهرت رسیده است. منابع او را برده‌ای ایرانی‌تبار گزارش کرده‌اند که در شیوه اسارتش به دست سربازان عرب، اختلاف‌هایی گزارش شده است. از زندگانی او اطلاعات چندانی در دست نیست.
با اینکه ورود غیر عرب به مدینه ممنوع بود، وی به صورت استثنایی اجازه ورود به این شهر را داشت. منابع اسلامی او را برده مغیرة بن شعبه گزارش کرده‌اند که پس از تهدیدی علیه عمر بن خطاب، در سال ۶۴۴ میلادی مصادف با ۲۳ ه‍. ق، در مسجدالنبی، عمر بن خطاب را با ضربات خنجر ترور کرد و گریخت. بنابر گزارشی، او پس از فرار از مسجد و بعد از زخمی کردن جمعی از دنبال‌کنندگانش، در نهایت دستگیر شد یا به نقلی قبل از دستگیری، خودکشی کرد. گزارش‌هایی از فرار و گریختن او به قم یا کاشان نقل شده است. گزارش‌هایی ادعا کرده‌اند که فیروز قبل از گریختن به سمت ایران، با علی بن ابی‌طالب دیداری داشته است. پس از قتل عمر، عبیدالله پسر عمر به انتقام از فیروز برآمد و علاوه بر فرزند و همسر فیروز، دو فرد دیگر را نیز به جرم همکاری با او به قتل رسانید.
علاوه بر مسئله چگونگی و علت ترور عمر بن خطاب و فرار یا دستگیری او، منابع در دین و مذهب او نیز دچار اختلافند. برخی او را مسیحی و گروهی او را زرتشتی می‌دانند و به باور جمعی او مسلمان بوده است. در منابع شیعه، به شیعه خالص بودن او تأکید شده است. به باور برخی منابع متقدم، آرامگاه او در شهر کاشان واقع است که سالیانی است در مراسم عمرکشان، مورد توجه و اهتمام شیعیان کاشان قرار دارد.

## زمینه تاریخی
از سال ۶۳۳ میلادی (مصادف با ۱۱ هجری قمری) در زمان خلافت ابوبکر، حملاتی به شاهنشاهی ساسانی شروع شد که در زمان عمر به اوج خود رسید و در زمان عثمان منتهی به سقوط کامل دولت ساسانی در سال ۶۵۱ میلادی (مطابق با سال ۳۰ هجری قمری) و کشته شدن یزدگرد سوم، آخرین پادشاه ساسانیان، شد. این حملات همچنین باعث افزودن ایران به قلمرو خلافت اسلامی گردید. فتح ایران، سرآغاز فرایند تدریجی گرویدن ایرانیان به اسلام بود که چند قرن طول کشید. در پی این حملات، اسیران ایرانی زیادی از سرزمین‌های مختلفی همچون عراق، سوریه و عربستان و حتی شمال آفریقا سر درآوردند.

## نام و تبار
دانشنامه ایرانیکا، او را برده ایرانی به نام ابولؤلؤ گزارش کرده است. به گزارش ایرانیکا، منابع در ایرانی بودنش اتفاق نظر دارند و او را اهل نهاوند ایران دانسته‌اند. بیشتر منابع نام او را «فیروز» گزارش کرده‌اند با این حال مادلونگ نام کامل او را «ابولؤلؤ فیروز» عنوان کرده است. «فیروز نصرانی» از دیگر نام‌های گزارش شده برای اوست. نام او به احتمال زیاد به زبان پارسی میانه «پیروز» بوده است که در منابع موجود به صورت تعریب شده «فیروز» درآمده است. با این حال، او به کنیه خود «ابولؤلؤ» (به فارسی: پدر مروارید) شناخته و معروف شده است. یکی از رسوم اعراب، نامگذاری بردگان به نام‌های سنگ‌های زینتی و اجناس نفیس همچون یاقوت، الماس، زبرجد عنوان شده است. از قرن شانزده و هفدهم به بعد، از او با لقب «باباشجاع‌الدین» در منابع یاد شده است.
در خصوص اصل و نسبش، نیز گزارش‌های متناقضی عنوان شده‌اند. ابن شادی در مجمل التواریخ و القصص، به نقل از مأخذی قدیمی‌تر، مدعی‌است که ابولؤلؤ از مردمان فین کاشان بوده است. ابن سعد در طبقات، مسعودی در مروج الذهب و طبری در تاریخش به نهاوندی بودن او تصریح کرده‌اند. دیدگاه دیگری را نیز بلعمی در تاریخنامه طبری گزارش می‌کند که بر اساس آن، ابولؤلؤ، حبشی بوده است. در گزارش دیگری در مجمل التواریخ، او از اهالی دهی به نام شهرآبادجرد در همدان گزارش شده است.

## سرگذشت
از زندگانی ابولؤلؤ اطلاع چندانی در دست نیست و شهرت او تنها به سبب قتل عمر بن خطاب است. از اطلاعات زندگانی او پیش از ترور عمر بن خطاب در منابع، تصریح به دانش و مهارت‌های او در زمینه‌های آهنگری، نقاشی، نجاری و آسیاب‌سازی است.

### جنگ و اسارت
به گزارش دایرة المعارف بزرگ اسلامی و به نقل از ابن سعد، ابولؤلؤ از اهالی نهاوند بود که به دست اعراب در یکی از جنگ‌ها به اسارت درآمد. در اینکه ابولؤلؤ در کدام جنگ به اسارت درآمده است، تصریحی وجود ندارد ولی جنگ نهاوند محتمل‌تر عنوان شده است. سیف بن عمیره نیز روایتی را گزارش می‌کند که ابولؤلؤ در جنگ بین اعراب و روم، به اسارت مسلمانان درآمد. این روایت در تاریخ ابن خلدون نیز آمده است، کیانی در تاریخ نهاوند آورده است که نوشته‌هایی به خط پهلوی متصل بر روی سنگ‌های مکعبی شکل بزرگ در حوالی کنگاور کشف شده است که بر روی آنها کلمه «پیروز» وجود دارد. این کتیبه‌ها مربوط به اواخر دوره ساسانی است و نشان‌دهنده حضور پیروز نهاوندی در اطراف نهاوند است و تأییدی بر اسارت او در جنگ ایران و اعراب می‌باشد. قنوات معتقد است که او به همراه همسر و کودک خردسالش اسیر اعراب شده است. او پس از اسارت، به بردگی مغیرة بن شعبه — والی وقت بصره یا کوفه — درآمد. به گزارش ارل پلا در آن روزگاران، عمر بن خطاب ورود عجم‌ها را به مدینه منع کرده بود با این حال به مغیره اجازه داده بود تا ابولؤلؤ را به جهت هنر و مهارت‌هایش در آهنگری به مدینه بیاورد. در این خصوص طبری و ابن سعد و دیگران گزارش کرده‌اند که مغیره به عمر بن خطاب نامه‌ای نوشت و درخواست کرد تا اجازه دهد برده ایرانی‌اش به مدینه وارد شود تا مردم بتوانند از او هنرهایی همچون نقاشی، نجاری و آهنگری بیاموزند یا بهره ببرند. عمر نیز با درخواست مغیره موافقت کرد. با این وجود از حضور هرمزان به عنوان یکی از اسیران ایرانی در مدینه نیز گزارش‌هایی در منابع وجود دارد. طبری در تاریخ الامم و ابن اثیر در الکامل گزارشی دیگر از ابولؤلؤ نقل می‌کنند که بر اساس آن، هنگامی که اسیران جنگ نهاوند را به مدینه وارد می‌کردند؛ ابولؤلؤ دست بر سر کودکان اسیر می‌کشید و می‌گفت: «عمر جگرم را خورد».

### ترور عمر بن خطاب

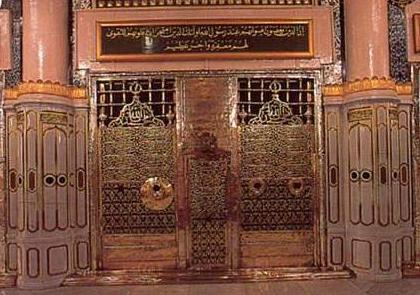
محل دفن عمر بن خطاب در مسجداالنبی (مدینه، عربستان)

ایرانیکا گزارش می‌کند که ترور عمر بن خطاب در روز چهارشنبه مصادف با ۲۳ نوامبر ۶۴۴ میلادی اتفاق افتاده است. به گزارش احمد بن حنبل در مسندش، کسانی به عمر در خصوص نقشه‌های ترور او تذکرهایی داده بودند. بیشتر مورخان شیعه و سنی، تاریخ ترور و مرگ عمر بن خطاب را بیست و ششم تا بیست و نهم ذی‌الحجه گزارش کرده‌اند. از این میان می‌توان به ابن سعد، یعقوبی، خلیفه بن خیاط، مسعودی، طبری، ابن اعثم و بلاذری اشاره کرد. ابن ادریس حلی از دانشمندان قرن ششم ه‍. ق، معتقد است که تاریخ مورد اجماع مورخان در خصوص مرگ عمر بن خطاب، تاریخ بیست و ششم ذی‌الحجه است. او نظری که تاریخ مرگ عمر را نهم ربیع عنوان می‌کند، اشتباه می‌داند. ابن ادریس حلی نیز نظر برخی مبنی بر وقوع قتل عمر در نهم ربیع‌الاول را خطا می‌انگارد و تاریخ دقیق قتل عمر را بیست و نهم ذی‌الحجه می‌داند. با این وجود و به گزارش صادقی کاشانی، سخن از مرگ عمر بن خطاب در روز نهم ربیع‌الاول، از قرن ششم ه‍.ق در منابع وجود داشته است. این دیدگاه در دوران صفویه به شهرت رسید. عبدالجلیل رازی قزوینی در کتاب النقض، تاریخ مرگ عمر بن خطاب را روز نهم ربیع‌الاول گزارش می‌کند. افندی در تحفه فیروزیه به تحریف اهل سنت در خصوص تغییر تاریخ مرگ عمر بن خطاب از نهم ربیع‌الاول به بیست ششم ذی‌الحجه، مطالبی را مطرح می‌کند.
در خصوص انگیزه ابولؤلؤ برای به قتل رساندن عمر بن خطاب، اتفاق نظری وجود ندارد. به گزارش مسعودی، انگیزه او به جهت کینه‌ای بود که بر اثر بی اعتنایی خلیفه بر وضع خراج مولایش مغیره بن شعبه بر او صورت گرفته‌بود. بر این اساس، وقتی خراجی سنگین بر ابولؤلؤ از جانب مغیره وضع شد، ابولؤلؤ به عمر شکایت کرد و پس از بی‌اعتنایی عمر نسبت به درخواست ابولؤلؤ، کینه‌ای در دل ابولؤلؤ شکل گرفت که به این قتل انجامید. در دانشنامه ایرانیکا، این احتمال که او با ارباب سابقش توطئه قتل عمر بن خطاب را طراحی کرده بود یا آنکه او عامل دست چند تن از صحابه در اجرای قتل عمر بن خطاب بوده است، مطرح شده است. همچنین کینه ابولؤلؤ از فتح ایران به دست عمر، به عنوان یکی از انگیزه‌های این ترور عنوان شده است. افندی بر این باور است که کشتن عمر به جهت ظلم‌های او بر اهل بیت پیامبر صورت گرفته است. علاوه بر انگیزه ترور، شرایط و نوع ترور عمر بن خطاب به دست ابولؤلؤ نیز محل اختلاف منابع بوده است. بنابر یکی از این گزارش‌ها، ابولؤلؤ که خنجری دو لبه در زیر عبایش پنهان کرده‌بود، در گوشه‌ای از مسجد النبی خمیده بود تا آنکه عمر به قصد نماز صبح وارد بر مسجد شد، او به ناگاه از جا پرید و با سه یا شش ضربه خنجر که یکی از آنها به زیر ناف او اصابت کرد، عمر را مجروح کرد و گریخت. عمر نیز بر اثر ضربه آخر که به زیر شکمش خورده بود کشته شد. بر اساس گزارشی دیگر، در نماز جماعت، ابولؤلؤ که در پشت سر عمر و از نمازگزاران بود، در حالی که عمر در حال نماز خواندن بود به او حمله کرد. منابع در اینکه عمر در مسجد النبی کشته شد یا آنکه چند روزی را در بستر بیماری افتاد، دچار اختلافند. گروهی او را تا سه روز بعد از اصابت ضربه، زنده گزارش کرده‌اند. ایرانیکا زنده بودن سه روزه عمر را محتمل‌تر می‌داند.

### پس از ترور

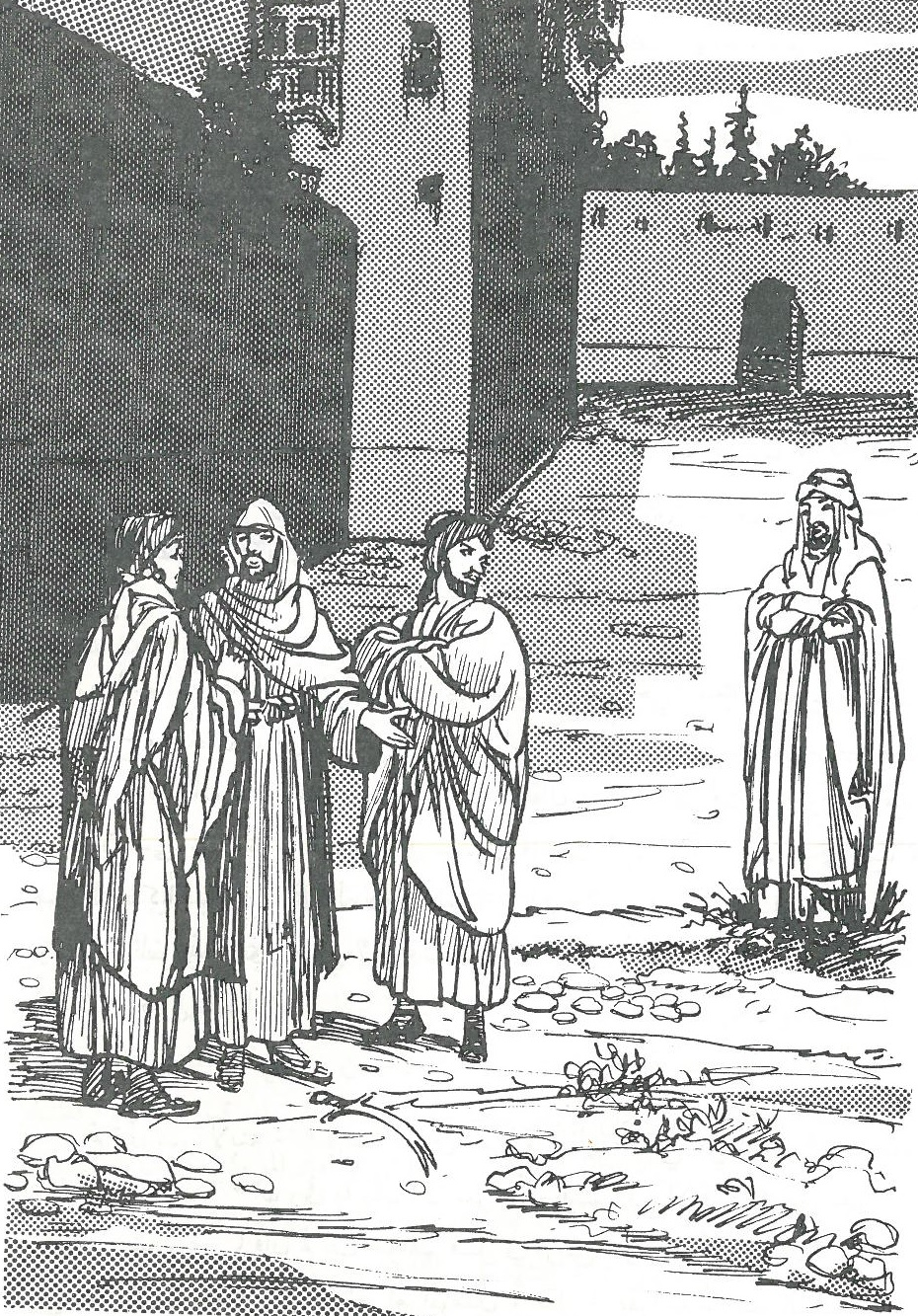
عبدالرحمن (بن عوف یا بن ابی‌بکر) شاهد نیرنگ ادعایی ابولؤلؤ، هرمزان و جفینه (در اینجا جفینه به اشتباه به عنوان یک زن تصویر شده است؛ تصویر خنجر ابولؤلؤ نیز ممکن است اشتباه باشد)

بنابر گزارش ایرانیکا، ابولؤلؤ در هنگام فرار از مسجد النبی، توانست ده‌ها تن دیگر را با چاقو مضروب سازد که شش یا هفت نفر از آنان کشته شدند. آورده‌اند که در تعقیب و گریزش، یک، شش، یا به قولی ۹ نفر کشته و شش نفر نیز زخمی شدند. براساس یک روایت، ابولؤلؤ پس از ترور، اسیر و کشته شد. بر اساس روایتی که ابن سعد، ابن شبه و طبری گزارش کرده‌اند، ابولؤلؤ پس از فرار و پیش از اسارت، خودکشی کرد. پس از قتل عمر، عبدالرحمن بن عوف و به نقلی عبدالرحمن بن ابی‌بکر، مدعی شد که قتل عمر، توطئه مشترک ابولؤلؤ و دو تن دیگر به نام‌های هرمزان و جفینه بوده است. پس از آن، عبیدالله بن عمر به خونخواهی پدر، هرمزان و جفیفه و کودک خردسال ابولؤلؤ را به قتل رسانید که این قتل‌ها بعدها به جهت بی‌اعتنایی عثمان به آنها، به یک چالش کلامی منجر گردید. کسانی که به خونخواهی عمر توسط عبیدالله بن عمر کشته شدند، عبارتند از: «همسر و دختر خردسال ابولؤلؤ، جفینه از اهالی حیره و دو فرزند او و هرمزان فرماندار سابق خوزستان». آورزمانی گزارش می‌کند که پس از مرگ عمر، شخصیت ابولؤلؤ به عنوان یک موجود افسانه‌ای در فرهنگ برخی سرزمین‌های اسلامی قرار گرفت. به این ترتیب زنان عرب برای ترساندن فرزندانشان، از آمدن موجودی ترسناک به نام «ابولؤلؤ» خبر می‌دادند یا در سرزمین‌های غربی ایران، از موجودی افسانه‌ای به نام «لولو» برای ترساندن بچه‌ها استفاده می‌کردند.
عمادالدین طبری در کامل بهایی گزارشی را نقل می‌کند که بر اساس آن، ابولؤلؤ پس از قتل عمر، موفق به فرار شد و خود را به خانه علی بن ابی‌طالب رساند. علی نیز او را پناه داد و تدارک رهایی او از عمّال حکومتی را فراهم کرد. در این نقل، ابولؤلؤ به قم فرستاده شد تا از خطر دستگیری در امان باشد. کامل بهایی پس از نقل این داستان، آن را با عبارت «این روایت صحتی ندارد» تضعیف می‌کند. کمی بعد و در قرن‌های اخیر، در برخی از جزئیات ماجرا تغییراتی صورت گرفته و شهر قم به کاشان مبدل شده است و در باقی آثار شیعه گزارش شده است. اولین بار در تاریخ حبیب السیر در سال ۹۳۰ ه‍. ق، مسئله فرار ابولؤلؤ از مدینه و رساندن خود به کاشان؛ به دیدگاه شیعه در این خصوص نسبت داده شده است و قول به کشته شدن ابولؤلؤ در مدینه، به اهل سنت منسوب شده است. افندی در گزارشی، پس از نقل داستان آمدن ابولؤلؤ به کاشان، به مسئله شیعه شدن اهالی کاشان به دست او رواج تشیع در منطقه می‌پردازد. در مجموع با گذشت زمان، در بین منابع در خصوص نام قاتل، مذهب او، زادگاه و سرانجامش اختلاف‌هایی شکل گرفت.

## مرگ
یکی از مسائلی که در تاریخ زندگانی ابولؤلؤ مورد اشاره منابع قرار گرفته است، مرگ اوست. بیشتر منابع تاریخی، مرگ او را به دست خودش و کمی بعد از ترور عمر بن خطاب دانسته‌اند. ابن سعد، ابن اثیر، مسعودی، ابن خلکان، عمادالدین طبری و ابن کثیر، گزارش می‌کنند که ابولؤلؤ هنگامی که از مسجد می‌گریخت شخصی به رویش پارچه‌ای سنگین انداخت و او که مرگ خویش را حتمی می‌دید، اقدام به خودکشی کرد. با این وجود طبری در تاریخش، قتل ابولؤلؤ را به دست مردی تمیمی و یعقوبی قاتل او را، عبدالله بن عمر دانسته است. آن دسته از منابعی که به فرار کردن ابولؤلؤ از مدینه باور پیدا کرده‌اند، مرگ او را بر اثر عارضه به‌خصوصی عنوان نکرده‌اند.

## دین و مذهب
منابع در خصوص دین و مذهب او دچار اختلاف هستند. در این میان گروهی به زرتشتی بودن او معتقدند و برخی او را مسیحی می‌دانند و نامش را فیروز نصرانی گزارش کرده‌اند.برخی نیز وی را شیعه و از طرفداران علی بن ابی طالب دانسته اند و ادله متعددی بر ایمان ابولولو ارائه کرده انداز میان منابع کهن‌تر همچون ابن حبیب در الاسماء المغتالین و ابن شبه در تاریخ المدینه المنوره و همین‌طور مسعودی در تاریخش، مذهب او را مجوسی گزارش کرده‌اند. در مقابل طبری، گزارش را عنوان می‌کند که بر اساس آن، ابولؤلؤ ابتدا به اسارت رومیان درآمده است و پس از آن به اسارت اعراب درآمده که به همین جهت، مذهبش از جانب طبری، مسیحی عنوان شده است. در دایرة المعارف بزرگ اسلامی این گزارش طبری از سیف بن عمر، نه چندان قابل اعتماد توصیف شده است. کیانی معتقد است که اتهام مجوسی بودن از جانب مخالفان او و طرفداران خلیفه دور از انتظار نیست. بلعمی که او را حبشی می‌داند، مذهبش را ترسا عنوان کرده است. با این وجود، مشکانی بر این باور است که اعلان مذهب و دین ابولؤلؤ توسط منابع، تحت تأثیر زادگاه و محل زندگی سابق او بوده است. یکی دیگر از اقوال در مذهب ابولؤلؤ، مسلمان و حتی شیعه بودن اوست. در این جهت، محدث قمی در سفینة البحار، به استناد به دو روایت و یک نقل از افندی، مذهب ابولؤلؤ را تشیع عنوان کرده است. این مدعا توسط مشکانی در کتاب «ابولؤلؤ از حقیقت تا توهم» به نقد و بررسی گذاشته شده است. عصیری نیز به نقل از صنعانی، دین ابولؤلؤ را اسلام گزارش می‌کند. در زیارت‌نامه‌ای که در آرامگاه منسوب به او در کاشان نصب شده است، او به عنوان صحابه پیامبر اسلام، مسلمانی مجاهد و شیعه علی عنوان گرفته است. کیانی نیز با تأکید بر مسلمان بودن او، ورود او به مسجد با وجود منع غیر مسلمانان از وارد شدن بر مسجد را گواهی بر این مدعا دانسته است.

## میراث

### همسر و فرزندان
منابع اسلامی گزارش کرده‌اند که پس از مرگ عمر بن خطاب، فرزندش عبیدالله، کینه ایرانیان را به دل گرفت و در ابتدا، زن و دختر ابولؤلؤ را به قتل رسانید. او سوگند یاد کرد که هیچ ایرانی در مدینه را زنده نگذارد. منابع نام دخترش را به اعتبار لقب او، لؤلؤ به معنای مروارید عنوان کرده‌اند.

### عمرکشان
«عمرکشان»، «فرحةالزهرا»، «عیدالزهرا»، «روز رفع القلم» و «غدیر دوم» معروف‌ترین عنوان‌ها یاد شده برای مراسمی است که شیعیان در روز نهم ربیع‌الاول به جهت قتل عمر بن خطاب برگزار می‌کنند. این آئین یکی از سنت‌های مرسوم شیعیان امامیه است که پس از عصر صفوی مورد اهتمام قرار گرفت و به عنوان بخشی از فرهنگ جامعه شیعی محسوب شد. آخوند محمد آرانی کاشانی در توصیفی دقیق از مراسم عمرکشان کاشانی‌ها به سال ۱۳۱۶ ه‍. ق، این عید را بی‌مانند توصیف می‌کند و از عروسک‌هایی به نشانه عمر یاد می‌کند که به دست کودکان بوده است و از این عروسک‌ها در آن مراسم به فروش می‌رسیده است. شعرخوانی، تصنیف‌گویی، آتش‌بازی و مشغول به عیش و نوش شدن در چند روز متوالی، از سنت‌های این مراسم در کاشان یاد شده است. در این توصیف آمده است که سازنده هیکل بزرگی که به نشانه عمر در روز عمرکشان به آتش کشیده می‌شود، به عزایی ساختگی می‌رود و مردمان برای به درآوردن او از عزا، با استخوان‌ها و فضولات حیوانات، به استقبال او می‌روند. افندی مطلبی را در کتاب ریاض العلماء و حیاض الفضلاء، به نقل از کتاب نواقص الروافض میرزا مخدوم شریفی، گزارش می‌کند که بر اساس آن شیعیان کاشان، در روز بیست و ششم ذی‌الحجه، بر مزار ابولؤلؤ جمع می‌شوند و مراسم عمرکشان می‌گیرند. پس از پیروزی جمهوری اسلامی در ایران، برگزاری مراسم عمرکشان از جانب حکومت، ممنوع اعلام شد. حکم ممنوعیت این مراسم از جانب روح‌الله خمینی، رهبر وقت جمهوری اسلامی صادر شد و محتشمی‌پور - وزیر وقت کشور - با برگزاری این مراسم به شدت برخورد کرد. در سال ۱۳۸۷ و در پی تذکر مجمع تقریب مذاهب به مسئولان، ورود افراد به این مقبره ممنوع اعلام شد و این بنا به «پایگاه نیروی انتظامی معاونت اجتماعی و ارشاد» تغییر کاربری داده شد. امروزه در ایران، این مراسم به صورت مخفیانه در خانه‌ها برگزار می‌گردد. مخالفان برگزاری مراسم عمرکشان، به مسئله ایجاد اختلاف میان شیعه و سنی پرداخته‌اند و این مراسم را مخالف سیاست‌های وحدت محور شیعه و سنی می‌دانند.

### آرامگاه

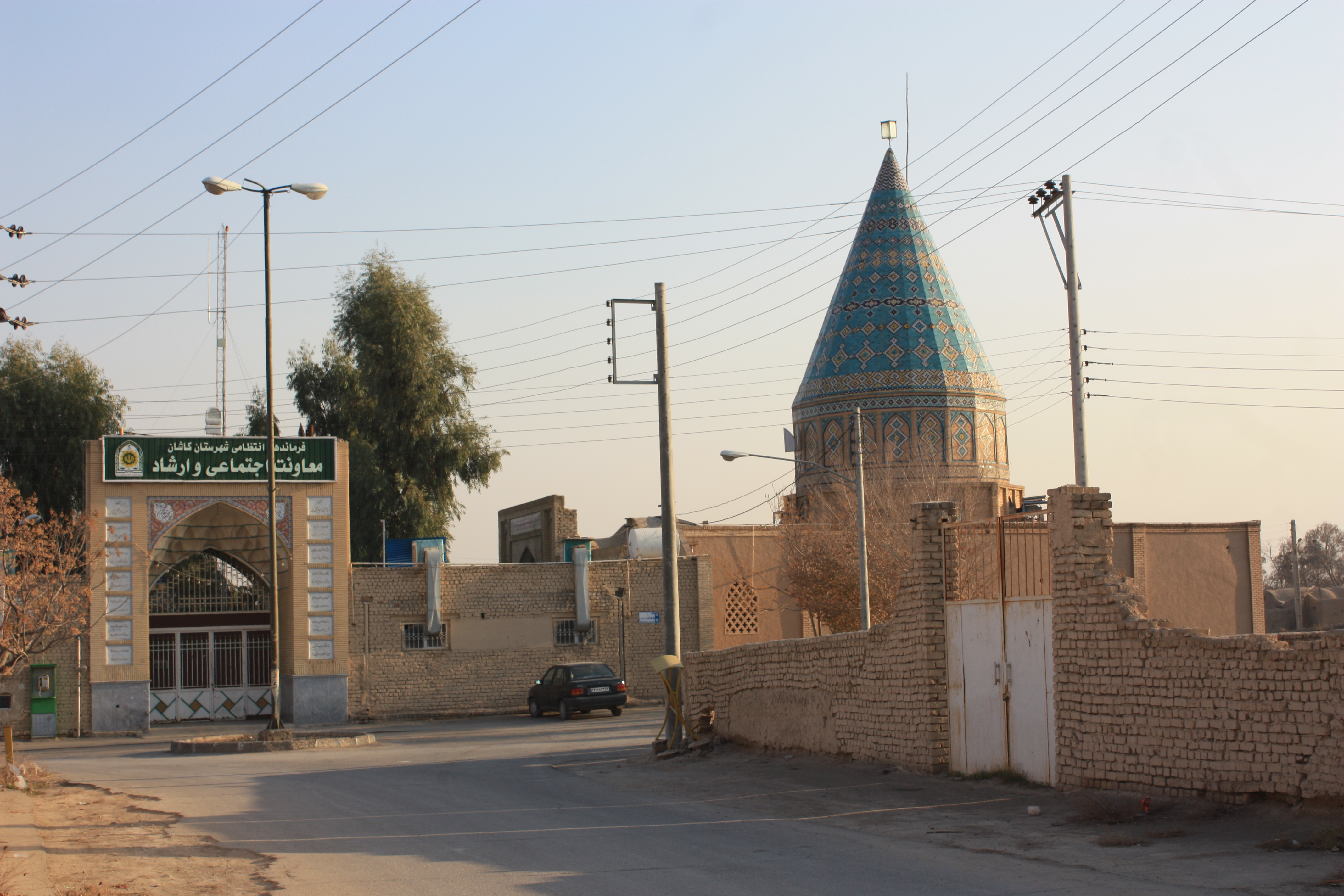
مقبره پیروز نهاوندی منسوب به ابولؤلؤ، کاشان، ایران. اکنون مقر نیروی انتظامی است.

در منابع متأخر، آرامگاهی به ابولؤلؤ در شهر کاشان منسوب است. فریدون آورزمانی گزارش می‌کند که ابولؤلؤ در مدینه کشته و دفن شد؛ اما بعدها و پس از سلطه شیعه بر منطقه، طرفداران او، بقایای جسدش را به کاشان که یکی از مراکز شیعه بشمار می‌آمد منتقل کردند و در آنجا برایش آرامگاهی ساختند. قنوات نیز شبیه به این ادعا را گزارش می‌کند؛ او می‌نویسد: «روایتی دیگر - که نگارنده به صورت شفاهی شنیده است - بعد از به خلافت رسیدن امام علی (ع)، کاشانی‌ها کسانی را به مدینه فرستادند و از آن حضرت خواستند جنازه ابولؤلؤ را به کاشان بفرستد و آن حضرت چنین کردند.» نقات تأکید می‌کند که این گزارش به هیچ منبع معتبری مستند نیست.
در تاریخچه این بنا آورده‌اند که سنگی بر روی این مقبره وجود داشت که بر روی آن نوشته شده بود: «هذا قبر عبد من عبادالله الصالحین حشره الله مع من کان یتولاه بتاریخ ۷۷۷». با این وجود، مقبره مربوط به قرن هشتم ه‍.ق است و بنابر کتیبه نصب شده بر این بارگاه، متعلق به دوره ایلخانی-صفوی است. این احتمال که این مقبره یکی از صوفیان باشد نیز مطرح شده است. این بنا مرکب از صحن، ایوان، رواق و گنبدی هرمی شکل به صورت دوازده‌ضلعی است. این گنبد با کاشی فیروزه‌ای تزئین شده است. گچ‌بری درب ورودی این بقعه، به سال ۱۲۱۰ ه‍.ق به دست حسینقلی‌خان برادر فتحعلی شاه قاجار صورت گرفته است. علاوه بر مقبره منسوب به ابولؤلؤ در کاشان، یک مقبره دیگر در تربت حیدریه نیز به او منسوب است. آخرین بازسازی این بنا، مرمت گنبد توسط سازمان میراث فرهنگی در سال ۱۳۵۴ ه‍.ش بوده است و پس از آن با شماره ثبتی ۱۰۹۱ در فهرست آثار تاریخی کشور ثبت گردید. آورزمانی از سنگی بر روی مقبره گزارش می‌کند که مربوط به دوره صفوی و سلطنت شاه طهماسب اول بوده است. سال ساخت سنگ بر روی آن، سال ۹۳۰ ه‍.ق حک شده و صاحب مقبره، پهلوان شجاع‌الدین عنوان شده است. این سنگ بعدها به سرقت رفته است.

## منبع‌شناسی
از زندگانی او اطلاعات چندانی در منابع پوشش داده نشده است و منابع متاخر نیز تنها به آنچه در منابع متقدم گزارش شده است بسنده کرده و اطلاعات جدیدی دربارهٔ زندگی او نداده‌اند.

## برای مطالعهٔ بیشتر
- جعفری، حسین‌محمد (۱۳۷۲). تشیع در مسیر تاریخ. تهران: دفتر نشر فرهنگ اسلامی.
- سبحانی، جعفر (۱۳۸۵). فروغ ابدیت. قم: بوستان کتاب.

- Donzel, E. Van (1994). "Islamic Desk Reference: Compiled from the Encyclopaedia of Islam". Encyclopaedia of Islam (به انگلیسی). Vol. 7. E. J. Brill.
- Esposito, .John L (2002). What everyone needs to know about Islam (به انگلیسی). Oxford University Press US.
- Grewal, J. S (2006). Project of History of Indian Science (به انگلیسی). Oxford: Oxford University Press.
- Lewis, Bernard (1993). The Arabs in History (به انگلیسی). Oxford University Press.
- Watt, William Montgomery (1956). Muhammad at Medina (به انگلیسی). Oxford University Press.